# روبرت إل. تايلور
روبرت إل. تايلور (بالإنجليزية: Robert L. Taylor)‏ هو ناشر أمريكي، ولد في 1924.